# Malakichthys mochizuki
Malakichthys mochizuki és una espècie de peix pertanyent a la família dels acropomàtids.

## Descripció
- Pot arribar a fer 14 cm de llargària màxima.
- 3 espines i 8 radis tous a l'aleta anal i 14 radis a la pectoral.
- 50-52 escates a la línia lateral.
- 4-5 fileres d'escates transversals sobre la línia lateral.
- 23-25 branquiespines.
- No té cap parell d'espines a la barbeta.[5][6]

## Hàbitat
És un peix marí i batipelàgic que viu entre 300 i 360 m de fondària.

## Distribució geogràfica
Es troba al Pacífic occidental: Austràlia.

## Observacions
És inofensiu per als humans.